# .vu
.vu es el dominio de nivel superior geográfico (ccTLD) para Vanuatu.